# Radián

Výseč kruhu s délkou stejnou jako poloměr toho kruhu má úhel rovný 1 radiánu. Plný kruh odpovídá úhlu 2π radiánů.

Některé obvyklé úhly, vyjádřené v radiánech

Radián je bezrozměrová odvozená jednotka soustavy SI velikosti (aditivní míry)  rovinného úhlu. 
Používá se pro něj značka rad.
1 radián je velikost středového úhlu, který přísluší oblouku o stejné délce, jako je poloměr kružnice. Je to jednotka obloukové míry rovinného úhlu.
Název pochází z latinského názvu pro poloměr-radius.
Velikost rovinného úhlu v radiánech (mezi dvěma různoběžkami) je definován jako poměr délky různoběžkami vyťatého oblouku ku jeho poloměru.
{\displaystyle \alpha ={\frac {s}{r}}\,\,[\mathrm {rad;m,m} ]}
kde

{\displaystyle \alpha \,\,[\mathrm {rad} ]} ... je velikost rovinného úhlu v radiánech,

{\displaystyle {s}\,\,[\mathrm {m} ]} ... je délka oblouku kružnice, vyťatého rameny úhlu

{\displaystyle {r}\,\,[\mathrm {m} ]} ... je délka poloměru kružnice.
Z předchozího vztahu vyplývá definice v soustavě SI, kde je radián definován jako bezrozměrová jednotka, tj. jako poměr délek oblouku a poloměru.

Převod mezi mírou stupňovou a obloukovou lze tedy realizovat následovně (a je velikost úhlu v radiánech a α ve stupních):
Plný úhel má 2π radiánů – to je 360 stupňů.
{\displaystyle \alpha =a\cdot {\frac {180}{\pi }}}
{\displaystyle a=\alpha \cdot {\frac {\pi }{180}}}
Tedy:
{\displaystyle 1\,\mathrm {rad} ={\frac {180^{\circ }}{\pi }}\approx 57{,}296^{\circ }\approx 57^{\circ }17'45''}
{\displaystyle 1^{\circ }={\frac {\pi }{180}}\approx 1{,}745\,\mathrm {crad} }
Radiány mají výhodu při složitějších výpočtech – zvláště při derivování či integraci není třeba počítat se speciálními konstantami. Radián je navíc přirozená jednotka. Vyjadřuje přímo délku oblouku, vytyčeného daným úhlem na jednotkové kružnici.

## Další úhlové míry
- Stupeň
- Grad